# Les Joueurs (téléfilm, 1960)
Pour les articles homonymes, voir Les Joueurs.
Les Joueurs est un téléfilm français réalisé par Marcel Bluwal d'après la pièce de théâtre éponyme de Nicolas Gogol et diffusé sur la RTF en 1960.

## Synopsis
Ikhariev est un joueur professionnel ayant fait fortune en trichant. Alors qu’il vient de gagner quatre-vingt mille roubles, il vient retenter sa chance dans une nouvelle auberge. Il est alors accosté par trois hommes, tricheurs également, qui lui proposent de s’unir à eux pour mieux ruiner leur nouvelle proie : le jeune Glov, héritier d’une riche propriété terrienne.

## Fiche technique
- Titre : Les Joueurs
- Réalisation : Marcel Bluwal
- Scénario : André Barsacq d'après la pièce de théâtre éponyme de Nicolas Gogol
- Décors : Jacques Lys
- Costumes : Monique Dunan
- Photographie : Roger Arrignon
- Société de production : RTF Télévision
- Société de diffusion : RTF Télévision
- Pays : France
- Langue : français
- Format : Noir et blanc - 16mm - 1,33:1 - Son mono
- Genre : Comédie
- Durée : 85 minutes
- Date de première diffusion : 1960

## Distribution
- Alfred Adam : Ikhariev
- Jean-Roger Caussimon : Glov père
- Charles Denner : Krougel
- Paul Gay : Alexis
- André Gille : Gavriouckka
- Jean-Pierre Marielle  : Outiechitelny
- Michel Piccoli : Chvokhniev
- Claude Rich : le jeune Glov
- Henri Virlojeux : Zamoukhrichkine

## Autour du film
Tourné en direct, ce téléfilm est le résultat d’un mois de répétition. Sa distribution a permis de découvrir de jeunes acteurs : Claude Rich, Jean-Pierre Marielle, Michel Piccoli et Charles Denner.